# Lammenschansplein
Het Lammenschansplein is een belangrijk verkeersplein in de Nederlandse stad Leiden.
Het plein is onderdeel van de provinciale weg N206 waarin het de Europaweg, de verbinding met de A4 en Zoetermeer, verbindt met de Voorschoterweg en Churchilllaan richting de A44 en Katwijk. De Voorschoterweg is tevens de belangrijkste verbinding met Voorschoten. Het Lammenschansplein vormt ook de verbinding met de Lammenschansweg richting de binnenstad en de Kanaalweg richting Leiden-Oost en Leiderdorp.
Het verkeersplein ligt verhoogd ten opzichte van maaiveld en gescheiden van routes voor langzaam verkeer die via viaducten onderlangs lopen, een zogenaamde berenkuil.
Het verkeersplein is net als de Lammenschansweg, de Lammebrug en Station Leiden Lammenschans vernoemd naar de toenmalige schans Lammen, die een belangrijke rol heeft gespeeld in het Beleg en Ontzet van Leiden.